# Adjoint administratif
En France, les adjoints administratifs, fonctionnaires de catégorie C, exercent en général des fonctions administratives.  
Toutefois, les membres du corps des adjoints techniques des Bâtiments de France régis par le décret n° 79-625 du 18 juillet 1979 portant statuts particuliers des corps techniques des Bâtiments de France ont également été intégrés dans le corps des adjoints administratifs des services déconcentrés du ministère de la culture et de la communication, dans le cadre du regroupement de divers statuts. Ils possèdent, eux, une formation technique, administrative et juridique liée à l’exécution des marchés publics des travaux spécifiques de restauration et exercent bien souvent leurs fonctions au sein des conservations régionales des monuments historiques (CRMH) ou des services départementaux de l’architecture et du patrimoine (SDAP).

## La rémunération
Au début de sa carrière, un adjoint administratif de la fonction publique perçoit un salaire d'environ 1 430 € net par mois, hors primes. Ce montant correspond à la rémunération de base, sans prendre en compte les diverses primes et indemnités auxquelles l'agent peut être éligible. À mesure qu'il progresse dans sa carrière, grâce à l'ancienneté, aux promotions et aux évolutions de grade, ce salaire peut progressivement augmenter. En fin de carrière, un agent de cette catégorie peut ainsi percevoir jusqu'à 1 867 € net par mois, toujours hors primes.